# ATP Challenger Batman
Das ATP Challenger Batman (offizieller Name: Batman Cup) war ein Tennisturnier in Batman, das 2015 einmal ausgetragen wurde. Es war Teil der ATP Challenger Tour und wurde im Freien auf Hartplatz ausgetragen.

## Liste der Sieger

### Einzel
| Jahr | Sieger    | Finalgegner | Ergebnis       |
| ---- | --------- | ----------- | -------------- |
| 2015 | Dudi Sela | Blaž Kavčič | 6:75, 6:3, 6:3 |

### Doppel
| Jahr | Sieger                        | Finalgegner              | Ergebnis          |
| ---- | ----------------------------- | ------------------------ | ----------------- |
| 2015 | Aslan Karazew Jaraslau Schyla | Mate Pavić Michael Venus | 7:64, 4:6, [10:5] |